# Fontaines-en-Sologne
Fontaines-en-Sologne – miejscowość i gmina we Francji, w Regionie Centralnym, w departamencie Loir-et-Cher.
Według danych na rok 1990 gminę zamieszkiwało 520 osób, a gęstość zaludnienia wynosiła 11 osób/km² (wśród 1842 gmin Centre, Fontaines-en-Sologne plasuje się na 668. miejscu pod względem liczby ludności, natomiast pod względem powierzchni – na miejscu 110.).